# Arginina
La arginina (abreviado como Arg o R) es uno de los 20 aminoácidos que se encuentran formando parte de las proteínas. En el tejido hepático, la arginina puede ser sintetizada en el ciclo de la ornitina (o ciclo de la urea). Este aminoácido, o aminoácido total, se encuentra involucrado en muchas de las actividades de las glándulas endocrinas. Su cadena lateral está formada por un grupo guanidino.

## Química
La arginina es un aminoácido condicionalmente esencial (se necesita en la dieta solo bajo ciertas condiciones), y puede estimular la función inmunológica al aumentar el número de leucocitos. La arginina está involucrada en la síntesis de creatina, poliaminas y en el ADN. Se ha comprobado que en las células endoteliales vasculares la L-arginina es el precursor de la síntesis de óxido nítrico (NO). Puede disminuir el colesterol para mejorar la capacidad del aparato circulatorio, así como estimular la liberación de hormona de crecimiento (somatropina), reducir los niveles de grasa corporal y facilitar la recuperación de los deportistas debido a los efectos que tiene de retirar amoníaco (residuo muscular resultante del ejercicio anaeróbico) de los músculos y convertirlo en urea que se excreta por la orina. Se emplea en la biosíntesis de la creatina. Se suele encontrar en ciertos productos ergogénicos que contienen óxido nítrico (NO) ya que potencia los efectos vasodilatadores.
La arginina se caracteriza por tener un grupo guanidinio (H-N=(NHR)NH2), y por lo tanto cuando se ioniza tiene menor densidad de carga que otros aminoácidos como la lisina, y mayor que la histidina. 
La arginina es un aminoácido que se incluye en las dietas equilibradas de los gatos, su ausencia puede provocar serios trastornos relacionados con exceso de amoníaco en sus tejidos.
La descarboxilación de la arginina produce la agmatina

## Historia
La arginina fue aislada por primera vez de extracto de semillas de lupino en 1886. La arginina es un aminoácido que se utiliza en ingredientes de muchas cremas cosméticas, con la falsa idea de suponer que su aplicación epidérmica sería capaz de estimular la proteína y trasformarla en músculo. Muchos estudios han intentado sustraer de diversos modos la arginina de forma pura o en aceites, pero resulta complicado, ya que al igual que la vitamina C y otros muchos sustratos, se destruye con el calor, entre 39 y 50 °C.
La arginina se encuentra en la gran mayoría de productos del mar, pescado, mariscos, crustáceos, grandes mamíferos acuáticos como las ballenas hacen un aceite con ellas, ese aceite es demandado por diversas empresas cosméticas por su contenido en arginina.

## Biosíntesis
La arginina se sintetiza de citrulina por acción secuencial de las enzimas citosólicas argininosuccinato sintetasa (ASS) y de la argininosuccinato liasa (ASL). Esto es energéticamente costoso, ya que la síntesis de cada molécula de argininosuccinato requiere la hidrólisis de adenosín trifosfato (ATP) a adenosín monofosfato (AMP); i.e., dos ATP equivalentes. 
La Citrulina puede proveerse de múltiples fuentes: 
- de la arginina vía óxido nítrico sintetasa (NOS);
- de la ornitina vía catabolismo de la prolina o de la  glutamina/glutamato;
- de la dimetilarginina asimétrica (ADMA) vía DDAH.

Los caminos de enlaces arginina, glutamina, prolina son bidireccionales. O sea, la utilización neta o producción de esos aminoácidos es altamente dependiente del tipo de célula y del estado de desarrollo. 
En el cuerpo, la síntesis de arginina ocurre principalmente vía el eje intestinal–renal, donde los epitelios del  intestino delgado, que produce citrulina primariamente desde la glutamina y de glutamato, colabora con las células tubulares proximales del riñón, que extrae citrulina de la  circulación y la convierte en arginina, que es colocado en la circulación. Consecuentemente, anomalías intestinales o de función renal puede reducir la síntesis endógena de arginina, haciendo necesario subir el requerimiento del aminoácido en la dieta. 
La síntesis de arginina desde la citrulina ocurre a bajo nivel en muchos otros tejidos, y la capacidad tisular de sintetizar arginina puede incrementarse marcadamente bajo circunstancias que también inducen la sintetasa óxido nítrico (iNOS). Así, la citrulina, un coproducto de la reacción NOS-catalizada, puede reciclarse a arginina en el camino bioquímico citrulina-NO o camino arginina-citrulina. Esto se demuestra por el tipo de tejidos, la citrulina puede substituirse por arginina en varios grados para soportar la síntesis de NO. Sin embargo, la citrulina se acumula junto con nitratos y nitritos, las formas finales estables de NO, en las células productoras de NO.

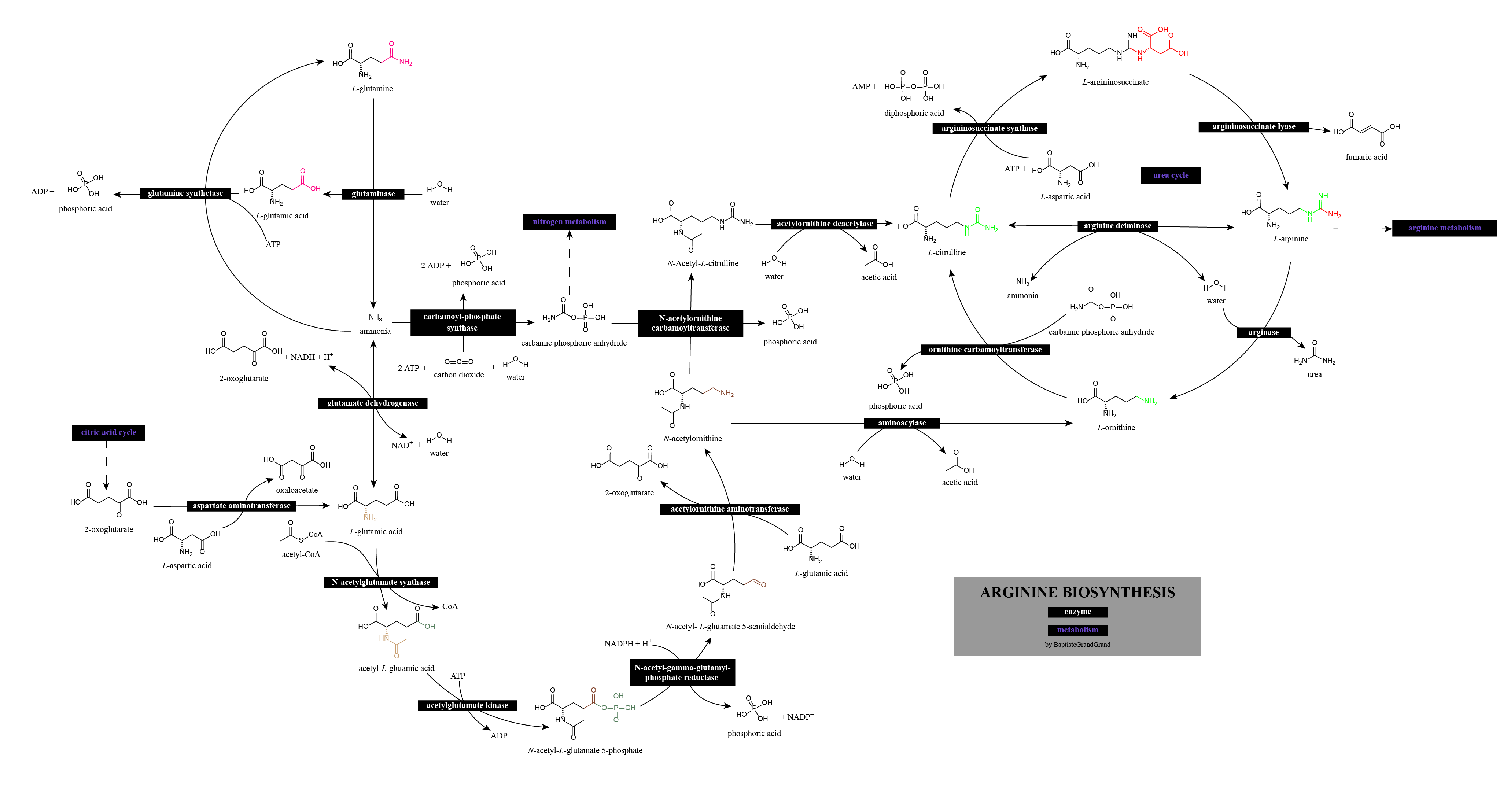
Biosíntesis de arginina